# 10970 de Zeeuw
A 10970 de Zeeuw (ideiglenes jelöléssel 1079 T-2) a Naprendszer kisbolygóövében található aszteroida. Cornelis Johannes van Houten,  Ingrid van Houten-Groeneveld és Tom Gehrels fedezte fel 1973. szeptember 29-én.